# سیارک ۱۲۲۲۰
سیارک ۱۲۲۲۰ (به انگلیسی: 12220 Semenchur، نامگذاری:1982UD6) دوازده هزار و دویست و بیستمین سیارک کشف شده‌است که در ۲۰ اکتبر ۱۹۸۲ کشف شد.
قدر مطلق سیارک برابر ۱۸.۶ است.